# Springdale (Caroline du Nord)
Pour les articles homonymes, voir Springdale.
Springdale est une census-designated place située dans le comté de Gaston, dans l’État de Caroline du Nord, aux États-Unis. Lors du recensement de 2020, elle comptait 1 203 habitants.